# Дејвис куп
Дејвис куп (енгл. Davis Cup) је најпознатије екипно такмичење мушких тениских репрезентација, за велики 18 kg тешки сребрни пехар, поклон оснивача Двајта ф. Дејвиса (1879—1945), председника америчког тениског савеза. Игра се сваке године од 1900.
Дејвис је као студент на Харварду 1899. организовао први меч између харвардских и британских играча, што је послужило као модел за први сусрет САД и Уједињеног Краљевства 1900. Од 1903. у такмичење су се укључиле Белгија, Аустрија, Француска и Аустралазија (заједница коју су чиниле Аустралија и Нови Зеланд до 1913).
Данас су у ово такмичење укључене 124 земље. Све националне екипе се такмиче да уђу у елитну светску групу од 16 репрезентација које сваке године током четири викенда играју по куп систему да добију победника за ту годину. Екипе су у предтакмичењу подељене у три зоне: европску, америчку и азијску.
Свака репрезентација има од два до четири играча. У оквиру сваког сусрета играју се четири појединачна меча и један у игри парова. Сусрет траје три дана (петак-недеља). Појединачни мечеви се играју првог и трећег, а парови другог дана. Игра се на три добијена сета. Тим који победи у три меча сматра се победником.
Женски еквивалент за ово такмичење је Куп Федерације односно Фед куп.
Актуелни освајач пехара Дејвис купа је репрезентација Италије.

## Структура такмичења
За 2018. годину
| Ниво такмичења | Групе                             | Групе                                                                                          | Групе                                          |
| 1              | Светска група 16 екипа            | Светска група 16 екипа                                                                         | Светска група 16 екипа                         |
| 2              | Прва група Америчке зоне 7 екипа  | Прва група Евро/Афричке зоне 11 екипа                                                          | Прва група Азијско/Океанијске зоне 6 екипа     |
| 3              | Друга група Америчке зоне 8 екипа | Друга група Евро/Афричке зоне 16 екипа                                                         | Друга група Азијско/Океанијске зоне 8 екипа    |
| 4              | Трећа група Америчке зоне 9 екипа | Трећа група Евро/Афричке зоне (Африка) 9 екипа Трећа група Евро/Афричке зоне (Европа) 16 екипа | Трећа група Азијско/Океанијске зоне 12 екипа   |
| 5              |                                   |                                                                                                | Четврта група Азијско/Океанијске зоне 10 екипа |

## Светска група
| Учесници Светске групе 2018. | Учесници Светске групе 2018. | Учесници Светске групе 2018. | Учесници Светске групе 2018. |
| ---------------------------- | ---------------------------- | ---------------------------- | ---------------------------- |
| Француска                    | Холандија                    | Италија                      | Јапан                        |
| Уједињено Краљевство         | Шпанија                      | Аустралија                   | Немачка                      |
| Казахстан                    | Швајцарска                   | Канада                       | Хрватска                     |
| Сједињене Државе             | Србија                       | Мађарска                     | Белгија                      |

## Резултати финалних сусрета
| Година | Победник                               | Резултат                               | Финалиста                              | Датум                                   | Подлога                                 | Место                                   |
| 1900.  | Сједињене Државе                       | 3:0                                    | УК                                     | 8 - 10 авг                              | Трава                                   | Бостон, САД                             |
| 1901.  | није одржано                           | није одржано                           | није одржано                           | није одржано                            | није одржано                            | није одржано                            |
| 1902.  | Сједињене Државе                       | 3:2                                    | УК                                     | 6 - 8 авг                               | Трава                                   | Њујорк, САД                             |
| 1903.  | УК                                     | 4:1                                    | Сједињене Државе                       | 4 - 8 авг                               | Трава                                   | Бостон, САД                             |
| 1904.  | УК                                     | 5:0                                    | Белгија                                | 2 - 5 јул                               | Трава                                   | Лондон, Енглеска                        |
| 1905.  | УК                                     | 5:0                                    | Сједињене Државе                       | 21 - 24 јул                             | Трава                                   | Лондон, Енглеска                        |
| 1906.  | УК                                     | 5:0                                    | Сједињене Државе                       | 21 - 24 јун                             | Трава                                   | Лондон, Енглеска                        |
| 1907.  | Аустралазија                           | 3:2                                    | УК                                     | 20 - 23 јул                             | Трава                                   | Лондон, Енглеска                        |
| 1908.  | Аустралазија                           | 3:2                                    | Сједињене Државе                       | 27 - 30 нов                             | Трава                                   | Мелбурн, Аустралија                     |
| 1909.  | Аустралазија                           | 5:0                                    | Сједињене Државе                       | 27 - 30 нов                             | Трава                                   | Сиднеј, Аустралија                      |
| 1910.  | није одржано                           | није одржано                           | није одржано                           | није одржано                            | није одржано                            | није одржано                            |
| 1911.  | Аустралазија                           | 4:0                                    | Сједињене Државе                       | 1 - 3 јан                               | Трава                                   | Крајстчерч, Нови Зеланд                 |
| 1912.  | УК                                     | 3:2                                    | Аустралазија                           | 28 - 30 нов                             | Трава                                   | Мелбурн, Аустралија                     |
| 1913.  | Сједињене Државе                       | 3:2                                    | УК                                     | 25 - 28 јул                             | Трава                                   | Лондон, Енглеска                        |
| 1914.  | Аустралија                             | 3:2                                    | Сједињене Државе                       | 13 - 15 авг                             | Трава                                   | Њујорк, САД                             |
| 1915.  | није одржано због Првог светског рата  | није одржано због Првог светског рата  | није одржано због Првог светског рата  | није одржано због Првог светског рата   | није одржано због Првог светског рата   | није одржано због Првог светског рата   |
| 1916.  | није одржано због Првог светског рата  | није одржано због Првог светског рата  | није одржано због Првог светског рата  | није одржано због Првог светског рата   | није одржано због Првог светског рата   | није одржано због Првог светског рата   |
| 1917.  | није одржано због Првог светског рата  | није одржано због Првог светског рата  | није одржано због Првог светског рата  | није одржано због Првог светског рата   | није одржано због Првог светског рата   | није одржано због Првог светског рата   |
| 1918.  | није одржано због Првог светског рата  | није одржано због Првог светског рата  | није одржано због Првог светског рата  | није одржано због Првог светског рата   | није одржано због Првог светског рата   | није одржано због Првог светског рата   |
| 1919.  | Аустралија                             | 4:1                                    | УК                                     | 16 - 21 јан                             | Трава                                   | Сиднеј, Аустралија                      |
| 1920.  | Сједињене Државе                       | 5:0                                    | Аустралија                             | 30 дец - 1 јан                          | Трава                                   | Окланд, Нови Зеланд                     |
| 1921.  | Сједињене Државе                       | 5:0                                    | Јапан                                  | 2 - 5 сеп                               | Трава                                   | Њујорк, САД                             |
| 1922.  | Сједињене Државе                       | 4:1                                    | Аустралија                             | 1 - 5 сеп                               | Трава                                   | Њујорк, САД                             |
| 1923.  | Сједињене Државе                       | 4:1                                    | Аустралија                             | 31 авг - 3 сеп                          | Трава                                   | Њујорк, САД                             |
| 1924.  | Сједињене Државе                       | 5:0                                    | Аустралија                             | 11 - 13 сеп                             | Трава                                   | Филаделфија, САД                        |
| 1925.  | Сједињене Државе                       | 5:0                                    | Француска                              | 11 - 13 сеп                             | Трава                                   | Филаделфија, САД                        |
| 1926.  | Сједињене Државе                       | 4:1                                    | Француска                              | 9 - 11 сеп                              | Трава                                   | Филаделфија, САД                        |
| 1927.  | Француска                              | 3:2                                    | Сједињене Државе                       | 8 - 10 сеп                              | Трава                                   | Филаделфија, САД                        |
| 1928.  | Француска                              | 4:1                                    | Сједињене Државе                       | 27 - 29 јул                             | Шљака                                   | Париз, Француска                        |
| 1929.  | Француска                              | 3:2                                    | Сједињене Државе                       | 26 - 28 јул                             | Шљака                                   | Париз, Француска                        |
| 1930.  | Француска                              | 4:1                                    | Сједињене Државе                       | 25 - 27 јул                             | Шљака                                   | Париз, Француска                        |
| 1931.  | Француска                              | 3:2                                    | УК                                     | 24 - 26 јул                             | Шљака                                   | Париз, Француска                        |
| 1932.  | Француска                              | 3:2                                    | Сједињене Државе                       | 29 - 31 јул                             | Шљака                                   | Париз, Француска                        |
| 1933.  | УК                                     | 3:2                                    | Француска                              | 28 - 30 јул                             | Шљака                                   | Париз, Француска                        |
| 1934.  | УК                                     | 4:1                                    | Сједињене Државе                       | 28 - 31 јул                             | Трава                                   | Лондон, Енглеска                        |
| 1935.  | УК                                     | 5:0                                    | Сједињене Државе                       | 27 - 30 јул                             | Трава                                   | Лондон, Енглеска                        |
| 1936.  | УК                                     | 3:2                                    | Аустралија                             | 25 - 28 јул                             | Трава                                   | Лондон, Енглеска                        |
| 1937.  | Сједињене Државе                       | 4:1                                    | УК                                     | 24 - 27 јул                             | Трава                                   | Лондон, Енглеска                        |
| 1938.  | Сједињене Државе                       | 3:2                                    | Аустралија                             | 3 - 5 сеп                               | Трава                                   | Филаделфија, САД                        |
| 1939.  | Аустралија                             | 3:2                                    | Сједињене Државе                       | 2 - 5 сеп                               | Трава                                   | Хејвфорд, САД                           |
| 1940.  | није одржано због Другог светског рата | није одржано због Другог светског рата | није одржано због Другог светског рата | није одржано због Другог светског рата  | није одржано због Другог светског рата  | није одржано због Другог светског рата  |
| 1941.  | није одржано због Другог светског рата | није одржано због Другог светског рата | није одржано због Другог светског рата | није одржано због Другог светског рата  | није одржано због Другог светског рата  | није одржано због Другог светског рата  |
| 1942.  | није одржано због Другог светског рата | није одржано због Другог светског рата | није одржано због Другог светског рата | није одржано због Другог светског рата  | није одржано због Другог светског рата  | није одржано због Другог светског рата  |
| 1943.  | није одржано због Другог светског рата | није одржано због Другог светског рата | није одржано због Другог светског рата | није одржано због Другог светског рата  | није одржано због Другог светског рата  | није одржано због Другог светског рата  |
| 1944.  | није одржано због Другог светског рата | није одржано због Другог светског рата | није одржано због Другог светског рата | није одржано због Другог светског рата  | није одржано због Другог светског рата  | није одржано због Другог светског рата  |
| 1945.  | није одржано због Другог светског рата | није одржано због Другог светског рата | није одржано због Другог светског рата | није одржано због Другог светског рата  | није одржано због Другог светског рата  | није одржано због Другог светског рата  |
| 1946.  | Сједињене Државе                       | 5:0                                    | Аустралија                             | 26 - 30 дец                             | Трава                                   | Мелбурн, Аустралија                     |
| 1947.  | Сједињене Државе                       | 4:1                                    | Аустралија                             | 30 авг - 1 сеп                          | Трава                                   | Њујорк, САД                             |
| 1948.  | Сједињене Државе                       | 5:0                                    | Аустралија                             | 4 - 6 сеп                               | Трава                                   | Њујорк, САД                             |
| 1949.  | Сједињене Државе                       | 4:1                                    | Аустралија                             | 26 - 28 авг                             | Трава                                   | Њујорк, САД                             |
| 1950.  | Аустралија                             | 4:1                                    | Сједињене Државе                       | 25 - 27 авг                             | Трава                                   | Њујорк, САД                             |
| 1951.  | Аустралија                             | 3:2                                    | Сједињене Државе                       | 26 - 28 дец                             | Трава                                   | Сиднеј, Аустралија                      |
| 1952.  | Аустралија                             | 4:1                                    | Сједињене Државе                       | 29 - 31 дец                             | Трава                                   | Аделаида, Аустралија                    |
| 1953.  | Аустралија                             | 3:2                                    | Сједињене Државе                       | 28 - 31 дец                             | Трава                                   | Мелбурн, Аустралија                     |
| 1954.  | Сједињене Државе                       | 3:2                                    | Аустралија                             | 27 - 29 дец                             | Трава                                   | Сиднеј, Аустралија                      |
| 1955.  | Аустралија                             | 5:0                                    | Сједињене Државе                       | 26 - 28 авг                             | Трава                                   | Њујорк, САД                             |
| 1956.  | Аустралија                             | 5:0                                    | Сједињене Државе                       | 26 - 28 дец                             | Трава                                   | Аделаида, Аустралија                    |
| 1957.  | Аустралија                             | 3:2                                    | Сједињене Државе                       | 26 - 28 дец                             | Трава                                   | Мелбурн, Аустралија                     |
| 1958.  | Сједињене Државе                       | 3:2                                    | Аустралија                             | 29 - 31 дец                             | Трава                                   | Бризбејн, Аустралија                    |
| 1959.  | Аустралија                             | 3:2                                    | Сједињене Државе                       | 28 - 31 авг                             | Трава                                   | Њујорк, САД                             |
| 1960.  | Аустралија                             | 4:1                                    | Италија                                | 26 - 28 дец                             | Трава                                   | Сиднеј, Аустралија                      |
| 1961.  | Аустралија                             | 5:0                                    | Италија                                | 26 - 28 дец                             | Трава                                   | Мелбурн, Аустралија                     |
| 1962.  | Аустралија                             | 5:0                                    | Мексико                                | 26 - 28 дец                             | Трава                                   | Бризбејн, Аустралија                    |
| 1963.  | Сједињене Државе                       | 3:2                                    | Аустралија                             | 26 - 28 дец                             | Трава                                   | Аделаида, Аустралија                    |
| 1964.  | Аустралија                             | 3:2                                    | Сједињене Државе                       | 25 - 28 сеп                             | Шљака                                   | Кливленд, САД                           |
| 1965.  | Аустралија                             | 4:1                                    | Шпанија                                | 27 - 29 дец                             | Трава                                   | Сиднеј, Аустралија                      |
| 1966.  | Аустралија                             | 4:1                                    | Индија                                 | 26 - 28 дец                             | Трава                                   | Мелбурн, Аустралија                     |
| 1967.  | Аустралија                             | 4:1                                    | Шпанија                                | 26 - 28 дец                             | Трава                                   | Бризбејн, Аустралија                    |
| 1968.  | Сједињене Државе                       | 4:1                                    | Аустралија                             | 26 - 28 дец                             | Трава                                   | Аделаида, Аустралија                    |
| 1969.  | Сједињене Државе                       | 5:0                                    | Румунија                               | 19 - 21 дец                             | Тврда                                   | Кливленд, САД                           |
| 1970.  | Сједињене Државе                       | 5:0                                    | Западна Немачка                        | 29 - 31 авг                             | Тврда                                   | Кливленд, САД                           |
| 1971.  | Сједињене Државе                       | 3:2                                    | Румунија                               | 8 - 11 окт                              | Шљака                                   | Шарлот, САД                             |
| 1972.  | Сједињене Државе                       | 3:2                                    | Румунија                               | 13 - 15 окт                             | Шљака                                   | Букурешт, Румунија                      |
| 1973.  | Аустралија                             | 5:0                                    | Сједињене Државе                       | 30 нов - 2 дец                          | Тепих (д)                               | Кливленд, САД                           |
| 1974.  | Јужноафричка Република                 | w/o                                    | Индија                                 | Протест Индије због политике апартхејда | Протест Индије због политике апартхејда | Протест Индије због политике апартхејда |
| 1975.  | Шведска                                | 3:2                                    | Чехословачка                           | 19 - 21 дец                             | Тепих (д)                               | Стокхолм, Шведска                       |
| 1976.  | Италија                                | 4:1                                    | Чиле                                   | 17 - 19 дец                             | Шљака                                   | Сантијаго, Чиле                         |
| 1977.  | Аустралија                             | 3:1                                    | Италија                                | 2 - 4 дец                               | Трава                                   | Сиднеј, Аустралија                      |
| 1978.  | Сједињене Државе                       | 4:1                                    | УК                                     | 8 - 10 дец                              | Тврда                                   | Ранчо Мираж, САД                        |
| 1979.  | Сједињене Државе                       | 5:0                                    | Италија                                | 14 - 16 дец                             | Тепих (д)                               | Сан Франциско, САД                      |
| 1980.  | Чехословачка                           | 4:1                                    | Италија                                | 5 - 7 дец                               | Тепих (д)                               | Праг, Чехословачка                      |
| 1981.  | Сједињене Државе                       | 3:1                                    | Аргентина                              | 11 - 13 дец                             | Тепих (д)                               | Синсинати, САД                          |
| 1982.  | Сједињене Државе                       | 4:1                                    | Француска                              | 26 - 28 нов                             | Шљака (д)                               | Гренобл, Француска                      |
| 1983.  | Аустралија                             | 3:2                                    | Шведска                                | 26 - 28 дец                             | Трава                                   | Мелбурн, Аустралија                     |
| 1984.  | Шведска                                | 4:1                                    | Сједињене Државе                       | 16 - 18 дец                             | Шљака (д)                               | Гетеборг, Шведска                       |
| 1985.  | Шведска                                | 3:2                                    | Западна Немачка                        | 20 - 22 дец                             | Тепих (д)                               | Минхен, Западна Немачка                 |
| 1986.  | Аустралија                             | 3:2                                    | Шведска                                | 26 - 28 дец                             | Трава                                   | Мелбурн, Аустралија                     |
| 1987.  | Шведска                                | 5:0                                    | Индија                                 | 18 - 20 дец                             | Шљака (д)                               | Гетеборг, Шведска                       |
| 1988.  | Западна Немачка                        | 4:1                                    | Шведска                                | 16 - 18 дец                             | Шљака (д)                               | Гетеборг, Шведска                       |
| 1989.  | Западна Немачка                        | 3:2                                    | Шведска                                | 15 - 17 дец                             | Тепих (д)                               | Штутгарт, Западна Немачка               |
| 1990.  | Сједињене Државе                       | 3:2                                    | Аустралија                             | 30 нов - 2 дец                          | Шљака (д)                               | Сент Питерсбург, САД                    |
| 1991.  | Француска                              | 3:1                                    | Сједињене Државе                       | 29 нов - 1 дец                          | Тепих (д)                               | Лион, Француска                         |
| 1992.  | Сједињене Државе                       | 3:1                                    | Швајцарска                             | 4 - 6 дец                               | Тврда (д)                               | Форт Ворт, САД                          |
| 1993.  | Немачка                                | 4:1                                    | Аустралија                             | 3 - 5 дец                               | Шљака (д)                               | Диселдорф, Немачка                      |
| 1994.  | Шведска                                | 4:1                                    | Русија                                 | 2 - 4 дец                               | Тепих (д)                               | Москва, Русија                          |
| 1995.  | Сједињене Државе                       | 3:2                                    | Русија                                 | 1 - 3 дец                               | Шљака (д)                               | Москва, Русија                          |
| 1996.  | Француска                              | 3:2                                    | Шведска                                | 29 нов - 1 дец                          | Тврда (д)                               | Малме, Шведска                          |
| 1997.  | Шведска                                | 5:0                                    | Сједињене Државе                       | 28 - 30 нов                             | Тепих (д)                               | Гетеборг, Шведска                       |
| 1998.  | Шведска                                | 4:1                                    | Италија                                | 4 - 6 дец                               | Шљака (д)                               | Милано, Италија                         |
| 1999.  | Аустралија                             | 3:2                                    | Француска                              | 3 - 5 дец                               | Шљака (д)                               | Ница, Француска                         |
| 2000.  | Шпанија                                | 3:1                                    | Аустралија                             | 8 - 10 дец                              | Шљака (д)                               | Барселона, Шпанија                      |
| 2001.  | Француска                              | 3:2                                    | Аустралија                             | 30 нов - 2 дец                          | Трава                                   | Мелбурн, Аустралија                     |
| 2002.  | Русија                                 | 3:2                                    | Француска                              | 29 нов - 1 дец                          | Шљака (д)                               | Париз, Француска                        |
| 2003.  | Аустралија                             | 3:1                                    | Шпанија                                | 28 - 30 нов                             | Трава                                   | Мелбурн, Аустралија                     |
| 2004.  | Шпанија                                | 3:2                                    | Сједињене Државе                       | 3 - 5 дец                               | Шљака (д)                               | Севиља, Шпанија                         |
| 2005.  | Хрватска                               | 3:2                                    | Словачка                               | 2 - 4 дец                               | Тврда (д)                               | Братислава, Словачка                    |
| 2006.  | Русија                                 | 3:2                                    | Аргентина                              | 1 - 3 дец                               | Тврда (д)                               | Москва, Русија                          |
| 2007.  | Сједињене Државе                       | 4:1                                    | Русија                                 | 30 нов - 2 дец                          | Тврда (д)                               | Портланд, САД                           |
| 2008.  | Шпанија                                | 3:1                                    | Аргентина                              | 21 - 23 нов                             | Тврда (д)                               | Мар дел Плата, Аргентина                |
| 2009.  | Шпанија                                | 5:0                                    | Чешка                                  | 4 - 6 дец                               | Шљака (д)                               | Барселона, Шпанија                      |
| 2010.  | Србија                                 | 3:2                                    | Француска                              | 3 - 5 дец                               | Тврда (д)                               | Београд, Србија                         |
| 2011.  | Шпанија                                | 3:1                                    | Аргентина                              | 2 - 4 дец                               | Шљака (д)                               | Севиља, Шпанија                         |
| 2012.  | Чешка                                  | 3:2                                    | Шпанија                                | 16 - 18 нов                             | Тврда (д)                               | Праг, Чешка                             |
| 2013.  | Чешка                                  | 3:2                                    | Србија                                 | 15 - 17 нов                             | Тврда (д)                               | Београд, Србија                         |
| 2014.  | Швајцарска                             | 3:2                                    | Француска                              | 21 - 23 нов                             | Шљака (д)                               | Лил, Француска                          |
| 2015.  | Уједињено Краљевство                   | 3:1                                    | Белгија                                | 27 - 29 нов                             | Шљака (д)                               | Гент, Белгија                           |
| 2016.  | Аргентина                              | 3:2                                    | Хрватска                               | 25 - 27 нов                             | Тврда (д)                               | Загреб, Хрватска                        |
| 2017.  | Француска                              | 3:2                                    | Белгија                                | 24 - 26 нов                             | Тврда (д)                               | Лил, Француска                          |
| 2018.  | Хрватска                               | 3:1                                    | Француска                              | 23 - 25 нов                             | Шљака (д)                               | Лил, Француска                          |
| 2019.  | Шпанија                                | 2:0                                    | Канада                                 | 24 нов                                  | Тврда (д)                               | Мадрид, Шпанија                         |
| 2021.  | Русија                                 | 2:0                                    | Хрватска                               | 5 дец                                   | Тврда (д)                               | Мадрид, Шпанија                         |
| 2022.  | Канада                                 | 2:0                                    | Аустралија                             | 27 нов                                  | Тврда (д)                               | Малага, Шпанија                         |
| 2023.  | Италија                                | 2:0                                    | Аустралија                             | 26 нов                                  | Тврда (д)                               | Малага, Шпанија                         |
| 2024.  | Италија                                | 2:0                                    | Холандија                              | 24 нов                                  | Тврда (д)                               | Малага, Шпанија                         |

## Биланс учесника у финалима
| Екипа                  | Победник | Финалиста |
| ---------------------- | --- | --- |
| Сједињене Државе       | 1900, 1902, 1913, 1920, 1921, 1922, 1923, 1924, 1925, 1926, 1937, 1938, 1946, 1947, 1948, 1949, 1954, 1958, 1963, 1968, 1969, 1970, 1971, 1972, 1978, 1979, 1981, 1982, 1990, 1992, 1995, 2007. (32) | 1903, 1905, 1906, 1908, 1909, 1911, 1914, 1927, 1928, 1929, 1930, 1932, 1934, 1935, 1939, 1950, 1951, 1952, 1953, 1955, 1956, 1957, 1959, 1964, 1973, 1991, 1997, 2004. (28) |
| Аустралија *           | 1907*, 1908*, 1909*, 1911*, 1914, 1919, 1939, 1950, 1951, 1952, 1953, 1955, 1956, 1957, 1959, 1960, 1961, 1962, 1964, 1965, 1966, 1967, 1973, 1977, 1983, 1986, 1999, 2003. (28)                     | 1912*, 1920, 1922, 1923, 1924, 1936, 1938, 1946, 1947, 1948, 1949, 1954, 1958, 1963, 1990, 1993, 2000, 2001. (18)                                                            |
| Уједињено Краљевство * | 1903*, 1904*, 1905*, 1906*, 1912*, 1933, 1934, 1935, 1936, 2015 (10) | 1900*, 1902*, 1907*, 1913, 1919, 1931, 1937, 1978. (8) |
| Француска              | 1927, 1928, 1929, 1930, 1931, 1932, 1991, 1996, 2001, 2017. (10) | 1925, 1926, 1933, 1982, 1999, 2002, 2010, 2014, 2018. (9) |
| Шведска                | 1975, 1984, 1985, 1987, 1994, 1997, 1998. (7) | 1983, 1986, 1988, 1989, 1996. (5) |
| Шпанија                | 2000, 2004, 2008, 2009, 2011, 2019. (6) | 1965, 1967, 2003, 2012. (4) |
| Италија                | 1976, 2023, 2024 (3) | 1960, 1961, 1977, 1979, 1980, 1998. (6) |
| Немачка *              | 1988*, 1989*, 1993. (3) | 1970*, 1985* (2) |
| Чешка *                | 1980*, 2012, 2013. (3) | 1975*, 2009. (2) |
| Русија                 | 2002, 2006. (2) | 1994, 1995, 2007. (3) |
| Хрватска               | 2005, 2018. (2) | 2016. (1) |
| Аргентина              | 2016. (1) | 1981, 2006, 2008, 2011. (4) |
| Србија                 | 2010. (1) | 2013. (1) |
| Швајцарска             | 2014. (1) | 1992. (1) |
| Јужноафричка Република | 1974. (1) | (0) |
| Румунија               | (0) | 1969, 1971, 1972. (3) |
| Индија                 | (0) | 1966, 1974, 1987. (3) |
| Белгија                | (0) | 1904, 2015, 2017. (3) |
| Јапан                  | (0) | 1921. (1) |
| Мексико                | (0) | 1962. (1) |
| Чиле                   | (0) | 1976. (1) |
| Словачка               | (0) | 2005. (1) |
| Канада                 | (0) | 2019. (1) |

- * Раније наступали под именом: Аустралазија, Британска острва, Западна Немачка и Чехословачка

## Званична ИТФ ранг-листа
| Пласман | Екипа                | Бодови | Пр. пл. | Пласман | Екипа     | Бодови | Пр. пл. |
| ------- | -------------------- | ------ | ------- | ------- | --------- | ------ | ------- |
| 1       | Италија              | 547,25 | =       | 20      | Индија    | 198,75 | [19]    |
| 2       | Аустралија           | 491,26 | =       | 19      | Холандија | 202,5  | [21]    |
| 3       | Сједињене Државе     | 434,95 | =       | 16      | Аустрија  | 293    | [15]    |
| 4       | Француска            | 410,75 | =       | 11      | Немачка   | 440,38 | =       |
| 5       | Шпанија              | 389,94 | =       | 17      | Јапан     | 283,75 | =       |
| 6       | Србија               | 388,54 | =       | 18      | Колумбија | 210,25 | =       |
| 7       | Хрватска             | 384,75 | =       | 12      | Казахстан | 392,88 | =       |
| 8       | Аргентина            | 360,14 | =       | 13      | Чешка     | 341,25 | =       |
| 9       | Уједињено Краљевство | 351.54 | =       | 15      | Шведска   | 294    | [14]    |
| 10      | Белгија              | 344.44 | =       | 14      | Канада    | 302,5  | [16]    |
|         |                      |        |         |         |           |        |         |

од 25.новембра  2024.